# Adolf Małyszko
Adolf Małyszko (ur. 1 stycznia 1886 w Niemczynie, zm. 22 lutego 1963 w Piasecznie) – polski polityk, działacz PSL „Wyzwolenie”, pułkownik artylerii Wojska Polskiego.

## Życiorys
Adolf Małyszko urodził się 1 stycznia 1886 roku w Niemczynie, w powiecie sokólskim, w rodzinie Adama i Rozalii z Bielawskich. Uczęszczał przez rok do szkoły ludowej w Czarnej Wsi, a od 1896 roku do dwuklasowej szkoły powiatowej w Sokółce. Od 1898 roku uczył się prywatnie w Wilnie. W 1903 roku w Carskim Siole złożył maturę z ośmiu klas gimnazjalnych. W 1905 roku rozpoczął studia na Wydziale Fizyczno-Matematycznym Cesarskiego Uniwersytetu Warszawskiego. W tym samym roku został wydalony z uczelni za udział w strajku szkolnym.
W 1906 roku wyjechał do Petersburga, gdzie wstąpił do Konstantynowskiej Szkoły Artylerii. W 1909 roku, po ukończeniu szkoły, otrzymał awans na podporucznika i przydział do 18 Brygady Artylerii, która stacjonowała w Lublinie i wchodziła w skład 18 Dywizji Piechoty. Od 1910 roku służył w 14 dywizjonie moździerzy, jako młodszy oficer. W 1911 roku awansował na porucznika. W 1913 roku na własną prośbę został odkomenderowany do 23 dywizjonu moździerzy w Górze Kalwarii, w którym pełnił służbę przez dwa lata na stanowisku starszego oficera baterii. W 1915 roku został dowódcą parku artyleryjskiego. Wziął udział w walkach w Prusach Wschodnich. 15 marca 1915 roku pod Nakłem doznał kontuzji głowy. W tym samym roku awansował na sztabskapitana, a w następnym na kapitana. W lutym 1917 roku został przeniesiony do 123 Brygady Artylerii, w której dowodził baterią na froncie rosyjsko-tureckim w Kaukazie. W tym samym roku awansował na podpułkownika.
W 1917 roku był założycielem i pierwszym prezesem Związku Wojskowych Polaków w Tyflisie (od 1936 roku Tbilisi) oraz delegatem na I Ogólny Zjazd Wojskowych Polaków w Piotrogrodzie. W czasie zjazdu został powołany do Naczelnego Polskiego Komitetu Wojskowego, lecz wskutek sporu z prezesem Naczpolu, Władysławem Raczkiewiczem powrócił na front kaukaski, gdzie objął dowództwo 1 baterii haubic lekkich 9 Dywizjonu Moździerzy. W grudniu 1917 roku opuścił baterię i wyjechał do Tyflisu, gdzie rozpoczął organizowanie Dywizji Polskiej na Kaukazie, potem przemianowanej na Polską Oddzielną Brygadę. Od 25 grudnia 1917 roku do 8 stycznia 1918 roku oraz od 30 czerwca do 26 lipca 1918 roku był oficerem sztabu brygady, natomiast od 8 stycznia do 30 czerwca 1918 roku dowodził 1 Polską Baterią. W 1918 roku został mianowany przez tymczasowy rząd Republiki Zakaukaskiej pułkownikiem. Po rozwiązaniu brygady wyjechał do Polski.
W październiku 1918 roku po powrocie do kraju, został mianowany dowódcą Straży Gospodarczo-Wojskowej podporządkowanej Ministerstwu Aprowizacji. 18 grudnia 1918 roku objął dowództwo Straży Granicznej, nowej formacji złożonej z odkomenderowanych oddziałów wojskowych, „przydzielonej do pełnienia specjalnych obowiązków przy Ministrze Aprowizacji”.
26 stycznia 1919 roku został posłem na Sejm Ustawodawczy. Mandat uzyskał w okręgu wyborczym nr 33 (Białystok) z listy nr 1 (Blok Narodowy – wiejski) i nr 2 (PSL „Wyzwolenie” i Stronnictwo Niezawisłości Narodowej).
W marcu 1919 roku został Inspektorem Wojskowej Straży Granicznej, formacji utworzonej w miejsce dotychczasowej Straży Granicznej i podporządkowanej Ministerstwu Spraw Wojskowych. 18 lipca 1919 roku Naczelny Wódz Józef Piłsudski zwolnił go ze stanowiska inspektora Wojskowej Straży Granicznej, „wyrażając mu podziękowanie za dotychczasową owocną pracę”. Tego samego dnia został na własną prośbę zwolniony z czynnej służby wojskowej i przeniesiony do I Rezerwy armii.
Od 25 lipca 1919 roku prezes Komisji Kwalifikacyjnej Wojskowej Straży Granicznej z zatwierdzeniem stopnia – do 15 maja 1919 roku. Z dniem 6 marca 1919 roku otrzymał przydział do Tymczasowych Kursów Pedagogicznych przy Departamencie Szkolnictwa Wojskowego.
W marcu 1920 roku, po zrzeczeniu się mandatu poselskiego, został komendantem Centralnego Obozu Podoficerskich Szkół Artylerii w Toruniu. Od 26 listopada 1921 roku do 19 maja 1922 roku na stanowisku zastępcy szefa Oddziału III Sztabu Generalnego. 3 maja 1922 roku został zweryfikowany w stopniu pułkownika ze starszeństwem z 1 czerwca 1919 roku i 56. lokatą w korpusie oficerów artylerii. W listopadzie 1922 roku został przeniesiony do Generalnego Inspektoratu Artylerii na stanowisko oficera inspekcyjnego. Do jego obowiązków należała kontrola wyszkolenia chemicznego. Służbę w Generalnym Inspektoracie Artylerii pełnił do lutego 1926 roku pozostając oficerem nadetatowym 30 pułku artylerii polowej we Włodawie. W międzyczasie, od 1 czerwca 1925 roku, był słuchaczem czteromiesięcznego kursu dowódców pułków w Szkole Strzeleckiej Artylerii w Toruniu.
11 października 1924 roku zawarł związek małżeński z Zofią Ludwiką z Zalewskich (1896–1941), z którą miał syna Piotra Witolda (1928–1992).
4 lutego 1926 roku otrzymał przeniesienie do 6 pułku artylerii ciężkiej we Lwowie na stanowisko zastępcy dowódcy pułku. 23 września 1926 roku został ukarany dyscyplinarnie 28 dniami aresztu domowego za opublikowanie bez zezwolenia książki zatytułowanej „Uwagi oficera polskiego o «Roku 1920»”. 31 marca 1927 roku został zwolniony z zajmowanego stanowiska i przeniesiony służbowo do Powiatowej Komendy Uzupełnień Sosnowiec w celu odbycia praktyki poborowej. 26 września 1927 roku został wyznaczony na stanowisko komendanta Powiatowej Komendy Uzupełnień Sarny. W kwietniu 1928 roku został zwolniony z zajmowanego stanowiska i oddany do dyspozycji dowódcy Okręgu Korpusu Nr II. Z dniem 31 października 1928 roku został przeniesiony w stan spoczynku.
Po przeniesieniu w stan spoczynku założył w Piasecznie Kasę Bezprocentową dla najuboższych. Był członkiem Zarządu Spółdzielni „Odrodzenie” w Piasecznie, a następnie prezes jej rady nadzorczej. W 1934 roku został wybrany na członka Rady Miejskiej w Piasecznie i z jej ramienia do Rady Powiatowej w Warszawie. Z jego inicjatywy powstało w Piasecznie Towarzystwo Obrony Przeciwgazowej, którego został wiceprezesem. Był także założycielem miejscowej Ligi Obrony Powietrznej Państwa, która w 1928 roku została połączona z Towarzystwem Obrony Przeciwgazowej w Ligę Obrony Powietrznej i Przeciwgazowej.
W 1936 roku zaangażował się w działalność Syndykatu Emigracyjnego. Jako kierownik Oddziału Kulturalno-Oświatowego zajmował się przygotowaniem emigrantów do życia w wybranym kraju docelowym Ameryki Południowej. W tym czasie był związany z Polskim Związkiem Ludowców i Polskim Stronnictwem Ludowym „Piast”, a w latach 30. XX wieku z Chłopskim Stronnictwem Rolniczym. Wybuch II wojny światowej zastał go w Piasecznie. W styczniu 1941 roku został aresztowany, następnie zwolniony i inwigilowany. Okres wojny przepracował w fabryce gilz „Dzwon” w Warszawie.
W kwietniu 1945 roku został powołany do służby czynnej i wyznaczony na stanowisko kierownika wyszkolenia chemicznego 1 Szkolnej Dywizji Piechoty. W lipcu 1945 roku został kierownikiem wyszkolenia bojowego w Departamencie Chemicznym Ministerstwa Obrony Narodowej. We wrześniu 1945 roku został szefem tego departamentu. W grudniu 1945 roku został zwolniony z czynnej służby wojskowej. Na podstawie rozkazu personalnego Ministra Obrony Narodowej z dnia 1 lutego 1950 roku został przeniesiony w stan spoczynku z dniem 31 grudnia 1945 roku. Od stycznia 1946 roku był kierownikiem Wydziału Organizacyjno-Propagandowego Państwowych Zakładów Zbożowych. W styczniu 1949 roku został kierownikiem sprzedaży w wytwórni chemicznej „Bolbar”. Zmarł 22 lutego 1963 roku w Piasecznie koło Warszawy. Pochowany na cmentarzu parafialnym.

## Wybrana bibliografia
W sierpniu 1907 roku nawiązał współpracę z prasą ludową. Zadebiutował artykułem „Do braci gospodarzy” opublikowanym w „Przyjacielu Ludu”. Od 1928 roku publikował liczne artykuły o tematyce wiejskiej w czasopiśmie „Posiew”.
- cykl biblioteczki ludowej
  - „O tem co widzimy na niebie”
  - „Wiatr, deszcz i piorun”,
  - „Motyle”,
  - „Muchy”,
  - „Żuki”,
  - „Robaki”,
  - „Precz z tytoniem”,
- „Listy z okopów”, Druk. i Lit. p. f. „Jan Cotty”, Warszawa 1925, wyd. III,
- „Wojna współczesna”,
- „Wojna chemiczna”,
- „Historia pracy człowieka”,
- „O naszym gospodarstwie”,
- „Samoloty”,
- „Zabobony i strachy”,
- „Uwagi oficera polskiego o «Roku 1920»”,
- artykuły m.in. we „Froncie Ludowym”, „Gazecie Warszawskiej”, „Tygodniku Ilustrowanym”, „Wiarusie”,
- „Dwadzieścia osiem lat pracy oświatowej wśród ludu polskiego 1907-1922-1935”, „Nasz Przyjaciel” nr 35 z 1 września 1935 roku.

## Ordery i odznaczenia
- Order św. Stanisława kl. 1
- Order św. Anny kl. 2
- Order św. Stanisława kl. 2
- Order św. Anny kl. 3
- Order św. Anny kl. 4
- Order św. Włodzimierza kl. 4
- Order św. Jerzego kl. 4